# Dom wójta Radtkego
Dom wójta Radtkego – zabytkowy dom w Gdyni. Mieści się w Śródmieściu przy ulicy 10 Lutego.
Dom został wybudowany w 1912 roku przez Jana Radtkego, późniejszego pierwszego polskiego sołtysa i wójta Gdyni. W domku gościli m.in. Feliks Nowowiejski, Stefan Żeromski, Antoni Abraham, Zofia Nałkowska i Tadeusz Wenda. Po agresji niemieckiej na Polskę w 1939 Jan Radtke został wysiedlony, a dom zasiedlili volksdeutsche. W 1989 na ścianie domu umieszczono tablicę upamiętniającą Radtkego. W 1996 dom został wpisany do rejestru zabytków.